# Всероссийский центр изучения общественного мнения
Всеросси́йский це́нтр изучения обще́ственного мне́ния, ВЦИО́М (до 1992 года — Всесоюзный) — старейшая российская государственная исследовательская организация, регулярно проводящая социологические и маркетинговые исследования на основе опросов общественного мнения. Одна из крупнейших российских компаний на этом рынке. Создана в 1987 году. 100 % акций компании принадлежат государству.

## Описание
Старейшая на постсоветском пространстве социологическая компания (образована в 1987 году постановлением президиума ВЦСПС и Госкомтруда СССР как Всесоюзный Центр Изучения Общественного Мнения, с 1992 — Всероссийский). ВЦИОМ проводит маркетинговые, социальные и политические исследования полного цикла — от разработки концепции и инструментария до подготовки аналитических отчетов и презентации результатов.
Исследования проводятся как на региональном, так и на общефедеральном уровне, а также за рубежом. Существуют партнерские связи и ведутся исследования как на пост-советском пространстве, так и в странах ЕС, в Японии, Китае и т. д. Среди партнеров и заказчиков исследований Центра — ведущие российские и зарубежные компании, ВУЗы, государственные институты: Международный комитет Красного Креста, Программа развития ООН, Администрация Президента РФ, Министерство иностранных дел РФ, Федеральная антимонопольная служба РФ, Издательский дом «КоммерсантЪ», Reuters, NATO (Бюро НАТО в Москве), Госдепартамент США, НИУ-ВШЭ, РГСУ, Роснефть, РУСАЛ, Samsung, Intel и т. д.
2 декабря 2019 года ВЦИОМ успешно прошел сертификационный аудит соответствия системы управления исследовательским процессом международным требованиям стандарта ISO 20252:2012. Область сертификации — проведение опросов общественного мнения, социологических и маркетинговых исследований. Сертификационный центр — Бюро Веритас Сертификейшн Русь.
ВЦИОМ является членом ряда международных профессиональных сетей (Intersearch, Евразийский монитор и т. п.) и в своих исследованиях руководствуется стандартами и нормами ESOMAR.
ВЦИОМ имеет статус научного учреждения, издаёт свой научный журнал («Мониторинг общественного мнения: экономические и социальные перемены»), руководит работой собственной кафедры в НИУ-ВШЭ и исследовательским центром при РГСУ, а также регулярно проводит заседания собственного Научно-экспертного совета, в который входят ведущие социологи страны. Департамент издательских программ (ДИП) ВЦИОМ занимается подготовкой и публикацией научных работ, посвященных социологии и современному состоянию общественного мнения.
По данным «Медиалогии», ВЦИОМ — лидер среди российских социологических служб по цитируемости в СМИ. Материалы на основе исследований ВЦИОМ выходят в ведущих российских и зарубежных средствах массовой информации (Reuters, Financial Times, Bloomberg, BBC, КоммерсантЪ, Ведомости и др.).
ВЦИОМ был федеральным государственным унитарным предприятием, в 2003 году оно было акционировано. Однако 100 % акций предприятия принадлежат государству.

## Структура и сотрудники
Центральный офис ВЦИОМ находится в Москве. Филиалы компании работают в Ростове-на-Дону, Тюмени и Якутске. В московском офисе компании работает более 100 специалистов в области социологии, маркетинга, политологии, финансов, психологии, статистики. Руководит Центром Валерий Фёдоров. Председателем Совета директоров является Сергей Новиков.
Среди сотрудников компании — доктора и кандидаты наук, выпускники ведущих российских и зарубежных ВУЗов (Московского и Санкт-Петербургского госуниверситетов, Венской и Московской дипломатических академий, Высшей школы экономики и др.). Собственная сеть интервьюеров насчитывает около 5000 человек. Основные подразделения компании:
- Департамент исследований;
- Департамент организации исследований;
- Департамент коммуникаций;
- Департамент образования и науки;
- Департамент информационных технологий;
- Департамент человеческих ресурсов;
- Департамент издательских программ.

## Исследования ВЦИОМ
На региональном и общефедеральном уровнях, на постсоветском пространстве и в странах «дальнего зарубежья» ВЦИОМ проводит исследования по 3 основным направлениям:
- политика (электоральные исследования, мониторинг удовлетворенности властью);
- социальная сфера (образование, медицина, семья, жилищно-коммунальные услуги, борьба с коррупцией);
- бизнес (финансы и страхование, рынок недвижимости, развитие товарных и корпоративных брендов, развитие корпоративной репутации, экспертиза товарных знаков, рынок информационных технологий, медиаизмерения, индустрия спорта, автомобильный рынок) и т. п.

ВЦИОМ регулярно выступает в роли координатора и исполнителя международных исследовательских проектов для зарубежных и российских заказчиков — как в России, так и за рубежом, среди которых, UNDP, US State Department, NATO и др. С 2004 года Центр активно участвует в построении системы регулярных социологических исследований на постсоветском пространстве (в рамках деятельности агентства «Евразийских монитор», одним из учредителей которого является ВЦИОМ — наряду с социологическими службами других бывших республик Советского Союза).
В работе используется широкий спектр исследовательских техник (личные интервью, фокус-группы, mystery shopping, холл-тесты, экзитполы, экспертные опросы, телефонные интервью и т. п.). Среди методов обработки информации — как дескриптивный, так и инферентный статистический анализ, специальные программы построения выборок и т. п. Еженедельно проводятся опросы населения по общероссийской репрезентативной выборке (1600 человек в 140 населенных пунктах 42 регионов России).
Некоторые проекты ВЦИОМ с 2003 по 2019 гг.
- Изучение представлений россиян о российской элите. (заказчик — «Коммерсантъ. Издательский Дом») 2008 г.
- Определение уровня общеизвестности товарного знака «В Контакте». (заказчик — ООО «В Контакте») 2008 г.
- Определение уровня общеизвестности товарного знака «Одноклассники». (заказчик — ООО «Одноклассники») 2008 г.
- Изучение отношения населения к реформе электроэнергетики в контексте социально-политической ситуации, складывающейся в РФ. (заказчик — РАО «ЕЭС России») 2008 г.
- Отношение населения г. Новомосковска к электронному опросу избирателей через Интернет. (заказчик — РЦОИТ при ЦИК РФ) 2008 г.
- Причины распространения этнического экстремизма и ксенофобии в молодёжной, в том числе студенческой среде. (заказчик — Министерство регионального развития РФ) 2008 г.
- Восприятие населением перспектив гражданского общества в России и факторов их определяющих. (заказчик — Государственный Университет — Высшая Школа Экономики) 2008 г.
- Выявления количества потенциальных переселенцев и эффективности их информирования о ходе реализации Государственной программы, прогнозирования динамики миграционных процессов в европейском регионе. (заказчик — МИД РФ) 2008 г.
- Экзит-поллы (опросы на выходе) на парламентских и на президентских выборах РФ. (заказчик — ОАО «Первый канал») 2007—2008 г.
- Социальная адаптация людей с ВИЧ+ статусом: оценка ситуации в сфере здравоохранения, образования и сфере занятости. (Программа развития ООН) 2007 г.
- Изучение межнациональных взаимоотношений по результатам общероссийских опросов.  (Институт диаспоры и интеграции) 2007 г.
- Изучение условий предпринимательской среды, оценка взаимодействия бизнеса и власти (по оценкам предпринимателей). (РСПП) 2007—2008 гг.
- Исследование уровня доверия к СМИ среди россиян. (Аппарат Общественной палаты РФ) 2007 г.
- Отношение населения России к судебным органам. (Аппарат Общественной палаты РФ) 2007 г.
- Социологические исследования по вопросам недобросовестной конкуренции. (Федеральная Антимонопольная Служба) 2007 г.
- Факторы и перспективы развития футбола в России (Фонд «Национальная академия футбола») 2006 г.
- Исследование восприятия НАТО россиянами. (НАТО) 2006 г.
- Анализ и оценка ситуации восприятия населением явления коррупции в государственном секторе РФ. (Программа развития ООН и Счетная палата РФ) 2006 г.
- Инвестиционное поведение населения и информированность о системе страхования вкладов. (Агентство по страхованию вкладов) 2005—2006 гг.
- Условия функционирования малого предпринимательства в регионах России. (ОПОРА России) 2004—2006 г.
- Синдицированное исследование корпоративной репутации 10 крупнейших компаний России. Дважды в год, начиная с 2004 г.
- Мониторинг основных показателей социальных настроений жителей стран постсоветского пространства. Участники: ведущие социологические службы 14 стран постсоветского пространства. Дважды в год, начиная с 2003 г. — в рамках проекта «Евразийский монитор»[5]
- Исследование мнения граждан о деятельности Алексея Навального. В 2019 году стало известно, что ВЦИОМ в рамках опроса о роли и месте профсоюзов узнавал мнение россиян об Алексее Навальном, но эти данные в опубликованный на сайте ВЦИОМа 1 марта 2019 года отчет не попали. Так, отдельная часть опроса была посвящена Алексею Навальному: интервьюер интересовался, знает ли респондент, кто такой Навальный, как к нему относится и что думает об организуемых им акциях протеста (хочет ли политик привлечь внимание власти к проблемам, найти сторонников или повысить свою известность), а также могут ли Навальный и его сторонники изменить ситуацию в стране к лучшему и найти решение острых проблем. Отдельная группа вопросов касалась «Профсоюза Навального», который обещает добиваться увеличения зарплат бюджетников до предписанного президентом уровня. Респондента спрашивали, слышал ли он об этом проекте, как относится к этой идее, нужен ли такой профсоюз и сможет ли он добиться заявленных целей, хотел бы сам интервьюируемый туда обратиться, а также чего хочет добиться Навальный[6][7][8][9][10].

## Научная и преподавательская деятельность
ВЦИОМ имеет статус научного учреждения. Научную деятельность компании координирует Научный совет (Председатель — Валерий Фёдоров, заместители председателя — Иосиф Дискин и Владимир Петухов (до 2021 г.)), в который входят известные российские социологи, политологи, философы и историки. С 1993 года ВЦИОМ издает собственный научный журнал «Мониторинг общественного мнения: экономические и социальные перемены». Журнал выходит 6 раз в год и с 2009 года находится в открытом доступе (как архив, так и свежие номера). В редколлегии «Мониторинга» (полностью обновившейся в 2003 году) — ведущие отечественные и зарубежные социологи.
Департамент издательских программ (ДИП) — подразделение ВЦИОМ, официально основанное в 2019 году. Изданием научных книг и журнала ВЦИОМ занимается с 1993 года.
С 2009 г. ВЦИОМ издаёт серию книги «Образ Общества», с 2016 г. — серию книг «Crossroads». Всего за 2009—2019 гг. в рамках обеих серий вышло более 40 наименований книг, в том числе работы Режи Дебре «Введение в медиологию», Энтони Гидденса «Последствия современности», Юргена Хабермаса «Проблемы легитимации позднего капитализма», Зигмунта Баумана «Ретротопия» и др.
Центр издает авторские и коллективные монографии, посвященные состоянию общественного мнения в России. Среди последних: «От Ельцина до Путина: три эпохи в историческом сознании россиян» (2007), «Политическая Россия: предвыборный путеводитель-2007», «Политический словарь нашего времени» (2006), «Россия на перепутье второго срока» (2005). Сотрудники ВЦИОМ регулярно выступают с докладами на российских и зарубежных научных конференциях и круглых столах. С 2008 года на факультете социальных наук Высшей школы экономики действует базовая кафедра ВЦИОМ.
ВЦИОМ проводит ежегодные конкурсы на лучшую научную работу среди молодых учёных — социологов. Выплачивает стипендии наиболее талантливым студентам-социологам.
Коллективом ВЦИОМ ведется архив, в котором представлены исследования общественного мнения начиная с 1992 года. Так, в базе данных ВЦИОМ «Архивариус» — результаты опросов общественного мнения «Экспресс» с 1992 года по настоящее время, а в расширенном тематическом архиве — есть функции углубленного поиска в архиве Центра.

## История

### Рождение. Первый в СССР институт изучения общественного мнения. 1987 г.
Постановление о создании ВЦИОМ (тогда ещё «всесоюзного») было принято на июльском совещании ЦК КПСС 1987 года. Учредителями были ВЦСПС и Госкомтруда СССР. Первым руководителем центра стала Татьяна Заславская, академик. Её заместителем — Борис Грушин. По словам Заславской, образцом при создании центра для неё был Институт демоскопии в ФРГ, возглавляемый Э. Ноэль-Нойман. В 1987—1988 годы благодаря организаторским усилиям Грушина была развёрнута сеть социологических центров в республиках СССР и регионах РСФСР. Это позволило в ноябре 1988 года провести первые массовые опросы по репрезентативным выборкам взрослого населения страны, через год исследования велись уже на систематической основе. В августе 1989 года Борис Грушин покинул ВЦИОМ и организовал собственную организацию по изучению общественного мнения «Глас Народа».
В 1988 году во ВЦИОМ пришёл работать Юрий Левада, вместе со своими учениками Львом Гудковым, Борисом Дубиным, Алексеем Левинсоном и др., где сначала был руководителем отдела теоретических исследований, а в 1992 году возглавил организацию. В 1989 году под его руководством была проведена первая волна исследования «Человек Советский».

### «Первый среди новых». 1992—2003 гг.
В 1993 году под руководством академика Татьяны Заславской была разработана и запущена стержневая исследовательская программа ВЦИОМ «Мониторинг социально-экономических перемен», суть которой заключалась в проведении регулярных общероссийский опросов общественного мнения. В том же году был издан первый номер журнала «Мониторинг общественного мнения: экономические и социальные перемены», в котором первоначально публиковались результаты исследования «Мониторинга», но потом формат журнала был расширен до сборника аналитических статей.
В 1994, 1999 и 2003 годах прошли 2-я, 3-я и 4-я волна исследования «Советский человек» (Homo Soveticus) под руководством Ю. Левады. 5-я волна исследования была проведена в 2008 году сотрудниками Левада-Центра.
В то же время появившийся на заре перестройки ВЦИОМ, по точному определению Алексея Левинсона, «сыграл роль материнского роя, от которого отделялись возникавшие семьи, новые агентства по изучению общественного мнения и рынка». Так, в августе 1989 года Борис Грушин покинул ВЦИОМ и организовал собственную организацию по изучению общественного мнения «Глас Народа». В 1991 году на базе коллектива ВЦИОМ была основана одна из ведущих маркетинговых служб современной России — компания КОМКОН. В 1992 году от ВЦИОМа отделился ФОМ, изначально созданный как подразделение центра для привлечения средств благотворительных организаций, а в 2003 году был создан ВЦИОМ-А, впоследствии переименованный в Левада-Центр.

### 2003 год. Смена команды
С самого основания ВЦИОМ был государственной социологической компанией. Так, в 1987 учредителями Центра были ВЦСПС и Госкомтруд СССР, затем (в 1998 г.) Центр был перерегистрирован как федеральное государственное унитарное предприятие (ФГУП), а в августе 2003 решением Министерства имущественных отношений ФГУП ВЦИОМ было преобразовано в ОАО «Всероссийский центр изучения общественного мнения». Как и прежде 100 % собственником организации оставалось государство. Совет директоров компании, состоящий из представителей акционера — государства, принял решение сменить руководителя Центра (Юрия Леваду), который возглавлял компанию в 1992—2003 гг. На его место был назначен молодой политолог Валерий Фёдоров. Претензиями к Леваде, по словам нового руководителя, были: «застой в научной сфере» и то, что при нём были «незаслуженно забыты» исследования «социальной ситуации в стране, проблемы бедности, безработицы, занятости, рынка труда, эмиграции». Одной из главных задач Валерия Фёдорова на посту директора, по его собственным словам, было сохранение исследовательского коллектива ВЦИОМ:
Он [Левада] хочет представить собственное отстранение как разрушение ведущего социологического центра России. Заверю, что такого разрушения не произойдет. К сожалению, Юрий Александрович пытается представить своё увольнение как массовый исход из ВЦИОМа. Мы, разумеется, этого не допустим».
Однако, сотрудники (Лев Гудков, Борис Дубин, Людмила Хахулина, Алексей Левинсон, Марина Красильникова, научные и технические работники) покинули ВЦИОМ вслед за Юрием Левадой и создали службу «ВЦИОМ-А». В начале 2004 года Федеральная антимонопольная служба РФ, запретила прежнему коллективу использовать название «ВЦИОМ-А» и название журнала «Мониторинг общественного мнения», оставив это право за ОАО «ВЦИОМ». В результате этого решения организация «ВЦИОМ-А» была переименована в Левада-Центр. Также стали одновременно издаваться два журнала: «Мониторинг общественного мнения» — во ВЦИОМ, прежний коллектив «Мониторинга» стал издавать «Вестник общественного мнения». В одном из интервью первый директор ВЦИОМа академик Татьяна Заславская, возглавившая правление Левада-Центра, так отозвалась о произошедших переменах:
«Левада-центр — это все те люди, которые работали во ВЦИОМе, это журнал, это архив, все проведенные исследования. Все то, что называется сегодня ВЦИОМом, это, по существу, самозванство. Это просто украденный бренд».

### Настоящее время (2003—н.в.)
ВЦИОМ продолжил вести исследовательские программы, начатые прежним коллективом, и издавать журнал «Мониторинг общественного мнения: экономические и социальные перемены» (прежний редакторский коллектив с 2003 года продолжил работу во вновь созданном журнале «Вестник общественного мнения»).
Приоритетной сферой исследования ВЦИОМа сегодня являются политические настроения населения, отношение к органам власти всех уровней, их решениям, инициативам и программам. Кроме органов власти, ВЦИОМ по-прежнему проводит исследования по заказам крупнейших российских коммерческих компаний и общественных объединений. Появились и новые направления исследований, в частности компания стала уделять больше внимания социальной ситуации в стране, а также маркетинговым и международным исследованиям.
Так с 2003 года ВЦИОМ проводит еженедельные построения индексов социального самочувствия. Эмпирической базой для расчёта индексов, лежащих в основе динамических рядов, служат данные еженедельных Экспресс-опросов, проводимых ВЦИОМ по репрезентативной общероссийской выборке (с учётом квот по полу, возрасту, образованию и территориальному районированию Госкомстата) в 42 областях, краях и республиках России в 140 населенных пунктах (количество респондентов 1600 человек).
С 2003 года большее значение приобрели исследования и на постсоветском пространстве. В 2003 году компания стала одним из учредителей исследовательского агентства «Евразийский монитор» и к 2009 году проводит регулярные опросы населения в 14 государствах бывшего СССР.

#### Mediascope
В июле 2016 года ВЦИОМ договорился с британским холдингом WPP о покупке компании TNS Russia, которая занимается измерениями телеаудитории в России для расчёта стоимости рекламы. Старт разговорам о продаже был дан в конце июня 2016 года, после принятия Госдумой запрета иностранным компаниями заниматься телеизмерениями в России, если доля иностранного участия больше 20 %.
После покупки компания была переименована в Mediascope (Медиаскоп), в связи с тем, что WPP не дал разрешение на дальнейшее использование бренда TNS, а ВЦИОМ не был заинтересован в дальнейшей ассоциации с этим брендом.
В декабре 2016 года Mediascope выиграл тендер Комиссии по телеизмерениям на право быть единственным измерителем аудитории телеканалов в России, начиная с 1 января 2017 года сроком на 3 года.
В конце 2019 года полномочия Mediascope были продлены ещё на 3 года.
В феврале 2022 Роскомнадзор выбрал его в качестве единого измерителя интернет-аудитории для сайтов с высокой посещаемостью, список которых определён Роскомнадзором. Владельцы сайтов обязаны размещать у себя счётчик аудитории, предоставленный этой компании.
В октябре 2022 британская исследовательская компания Kantar, которая контролировала 20 % капитала Mediascope, вышла из капитала компании, передав свою долю менеджменту. Таким образом, Mediascope стал полностью российским.

## Критика
В адрес компании порой звучат обвинения со стороны тех, кто является объектом её исследований. Так, лидер КПРФ, Геннадий Зюганов критически отзывается об объективности и корректности исследований Центра: «Я считаю, что это недобросовестное исследование», — заявил Председатель ЦК КПРФ Г. А. Зюганов, оценивая по просьбе СМИ опубликованные результаты исследования ВЦИОМ по проблеме Мавзолея В. И. Ленина (по данным этого исследования россияне высказываются за перезахоронение тела Ленина на кладбище).
ВЦИОМ также обвиняют в «особых» отношениях с Кремлём. Например, Наталья Морарь, один из авторов журнала «The New Times» осенью 2007 года опубликовала серию материалов о «коррумпированности» ВЦИОМа и манипуляциях", применяемых в исследованиях центра в угоду Администрации Президента РФ. В декабре 2007 года стало известно, что Наталье Морарь запрещён въезд на территорию России. Также ВЦИОМ обратился в суд с иском к журналу «The New Times», и после десятимесячного рассмотрения в сентябре 2008 года арбитражный суд Москвы признал «несоответствующими действительности» опубликованные сведения о том, что центр имеет «специальные коммерческие отношения» с Кремлем, и обязал журнал опубликовать опровержение и выплатить штраф в размере 10000 рублей, а журналистку, писавшую статьи, суд обязал выплатить штраф в размере 100 рублей.
Однако, что касается обвинений в том, что «при проведении опросов социологи из ВЦИОМ по заданию различных партий используют так называемые формирующие вопросы, то есть вопросы, которые наводят на строго определённые ответы», суд отказался удовлетворить претензии ВЦИОМа. Суд решил: «Довод заявителя, что проведенные ВЦИОМ опросы не имели формирующего характера, неоснователен», и «пресс-выпуск ВЦИОМ № 771 от 18.09.2007 года, на который имеется ссылка в исковом заявлении, свидетельствует об обратном», — говорится в постановлении Арбитражного суда Москвы. Судебное решение в этой связи было оспорено заявителем, и расследование по делу продолжается.
Однако в августе 2013 года директор ВЦИОМ Валерий Фёдоров отметил, что главным заказчиком ВЦИОМ является «Кремль» и партия «Единая Россия», и что результаты опросов, проведённых по их заказам, могут публиковаться только после разрешения заказчика.

## Руководство
- 1988—1992 гг. — Заславская, Татьяна Ивановна (основатель ВЦИОМ[18]).
- 1992—2003 гг. — Левада, Юрий Александрович[39].
- С 2003 года — Фёдоров, Валерий Валерьевич.